# KOD-1
KOD-1 — латвийский учебный самолёт, производимый с 1936 по 1938 год на Лиепайской Военной Фабрике («Мастерские Каросты»). KOD-1 использовался для обучения молодых пилотов в ВВС Латвии и авиационной национальной гвардии Айзсарги.
В 1936 году эстонское авиастроительное бюро PON (также известное как ÕGL или Õhu- ja Gaasikaitse Liit), не найдя отклика на производство своего учебного самолёта модели Kai PON-1 на внутреннем рынке, предложило Латвии лицензию на производство самолётов этого типа. Латвийское правительство одобрило заключение контракта, после подписания которого на предприятии LKOD (Лиепайская Военная Фабрика) началось производство самолёта KOD-1. Самолёт мог быть построен как одноместный или двухместный. Первые испытания KOD-1 состоялись в конце 1935 года на Лиепайском северном аэродроме.
13 января 1936 года состоялся первый полёт KOD-1 с Лиепайского северного аэродрома на аэродром Спилвес в Риге. 15 марта 1936 года для Авиационного полка Айзарги были произведены первых два самолёта KOD-1. Стоимость одного самолёта составлял от 15000 до 17000 латов, не считая обновления моторов, которое обошлось ещё по 10400 латов за штуку. Сначала на самолёты устанавливались 5-цилиндровые двигатели Genet Major, но в 1937 году их заменили на рядные de Havilland «Gipsy Major» в 125 лошадиных сил, так как первые имели проблемы с компрессией и перегревом цилиндров. В декабре 1938 года было поставлено еще 3 самолета. Известные серийные номера: 10, 11, 12, 13, 21, 22, 23, 31, 32, 41, 42, 43.
Самолёты национальной гвардии очень интенсивно использовались для обучения лётного состава и принимали участие в различных демонстрациях в странах Балтии и Финляндии.
12 февраля 1938 года пилот Эдвинс Муиззимниекс совершил на самолёте KOD-1 перелёт из Латвии в СССР. Причины перелёта не известны, СССР вернул самолёт в Латвию, а пилот Эдвинс Муиззимниекс остался в Советском Союзе.
После присоединения Латвии к СССР самолёты KOD-1 временно оказались невостребованными и большая их часть была утилизирована. В 1941 году единственный пригодный к полётам самолёт KOD-1 использовался в Гулбенской авиационной эскадрилье. В июле 41-го года самолёт был уничтожен во время эвакуации эскадрильи в СССР, когда пилот Виктор Крастиньш потерял управление во время взлёта.

## Лётно-технические характеристики
- Экипаж: 2 чел.;
- Длина: 7,3 м;
- Размах крыла: 7,3 м;
- Высота: 2,5 м;
- Вес: 620 кг;
- Двигатель: 1 PD de Havilland Gypsy Major